# Ostanatolische Verwerfung

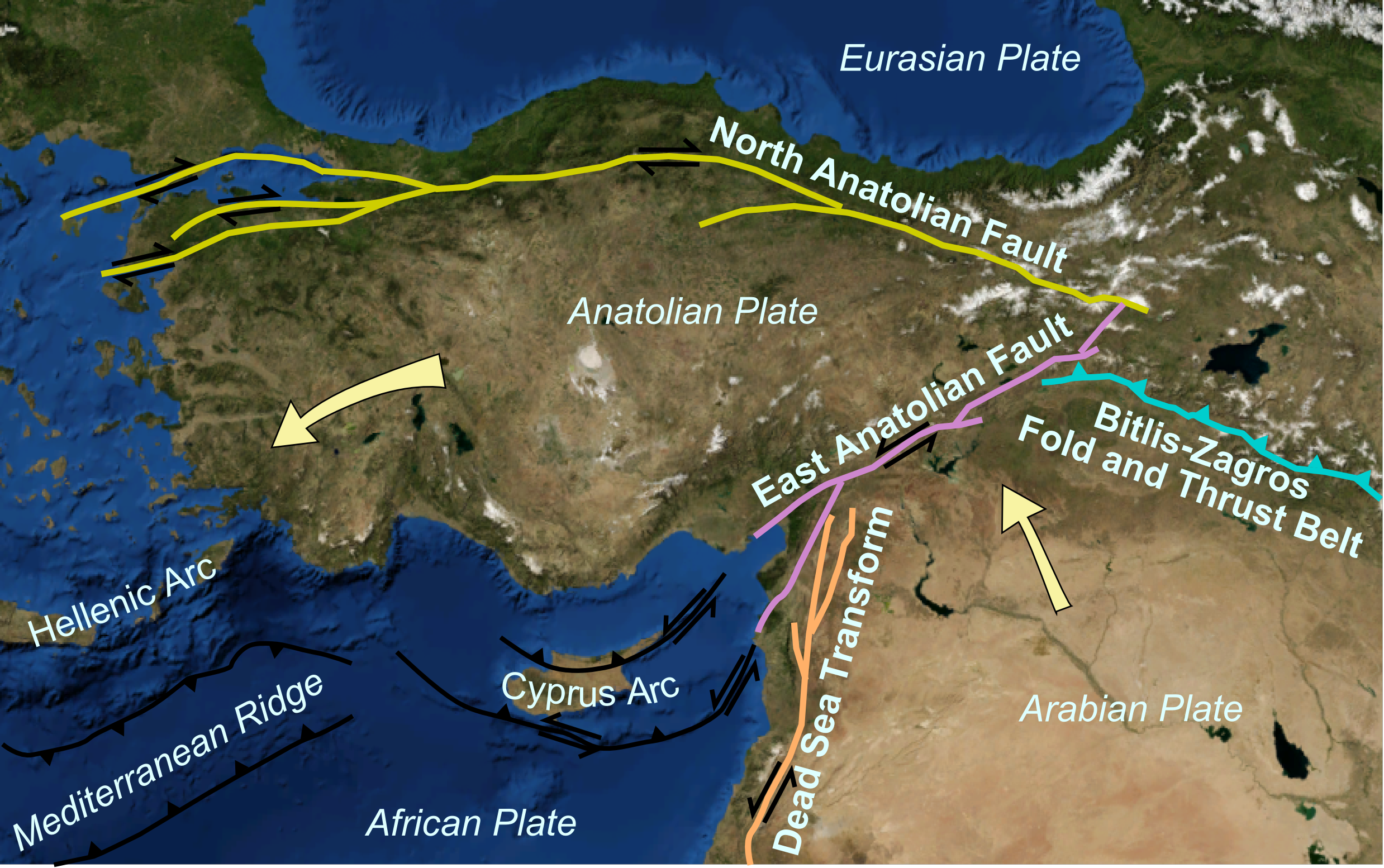
Plattentektonische Situation im nordöstlichen Mittelmeerraum, die Ostanatolische Verwerfung in violett, Pfeile zeigen die Bewegungsrichtungen der Anatolischen und Arabischen Platte relativ zur Eurasischen Platte

Die Ostanatolische Verwerfung oder auch Ostanatolische Störungszone ist eine etwa 550 km lange sinistrale Transformstörung im Osten der Türkei und an der Südost-Kante der Anatolischen Platte.

## Forschungsgeschichte
Die Ostanatolische Verwerfung wurde 1969 erstmals beschrieben und 1972 erfolgte die erste Kartierung. Ihre Länge ist noch Gegenstand wissenschaftlicher Diskussionen. Auch das genaue Alter der Störungszone ist noch nicht eindeutig bestimmt, grob wird ihre Entstehung auf das Ende des Miozäns oder Anfang des Pliozäns datiert.

## Beschreibung
Die Störungszone bildet die Plattengrenze der Anatolischen mit der Arabischen Platte. Sie erstreckt sich etwa von Karlıova in südwestliche Richtung bis Antakya oder Türkoğlu. Bei Çelikhan gabelt sie sich in einen nördlichen und einen südlichen Zweig. Der südliche Zweig trifft bei Türkoğlu auf die Totes-Meer-Transform-Störung. An ihrem nordöstlichen Ende trifft die Ostanatolische Verwerfung auf die Nordanatolische Verwerfung.
Die Störungszone ist keine durchgehende Verwerfung, sondern sie besteht aus fünf oder sechs Abschnitten, die durch ein Pull-Apart-Becken (den Hazar-See) und mehrere Push-Up-Zonen voneinander getrennt sind. Neben den Hauptsträngen gibt es noch kleinere subparallel verlaufende Verwerfungen und Hinweise auf nord-süd- bzw. ost-west-orientierte Abzweigungen. Ein Modell, das von sechs Abschnitten ausgeht, benennt diese Karlıova, Ilıca, Palu, Pütürge, Erkenek und Pazarcık.
An der Ostanatolischen Störungszone bewegt sich die Anatolische Platte in Relation zur Arabischen Platte mit einer Geschwindigkeit von etwa 6–10 Millimetern pro Jahr westwärts.
An der Ostanatolischen Störungszone finden, genau wie an der dextralen Nordanatolischen Störung, häufig Erdbeben statt; größere Beben der letzten Jahre fanden in den Jahren 1998, 2003, 2010, 2020 und zuletzt 2023 statt, die eine Magnitude von 7,8 hatte. Ein weiteres sehr starkes Beben an der Störungszone ereignete sich am 29. November 1114, seine Magnitude wird auf über 7,8 geschätzt.